# Carl Cuno

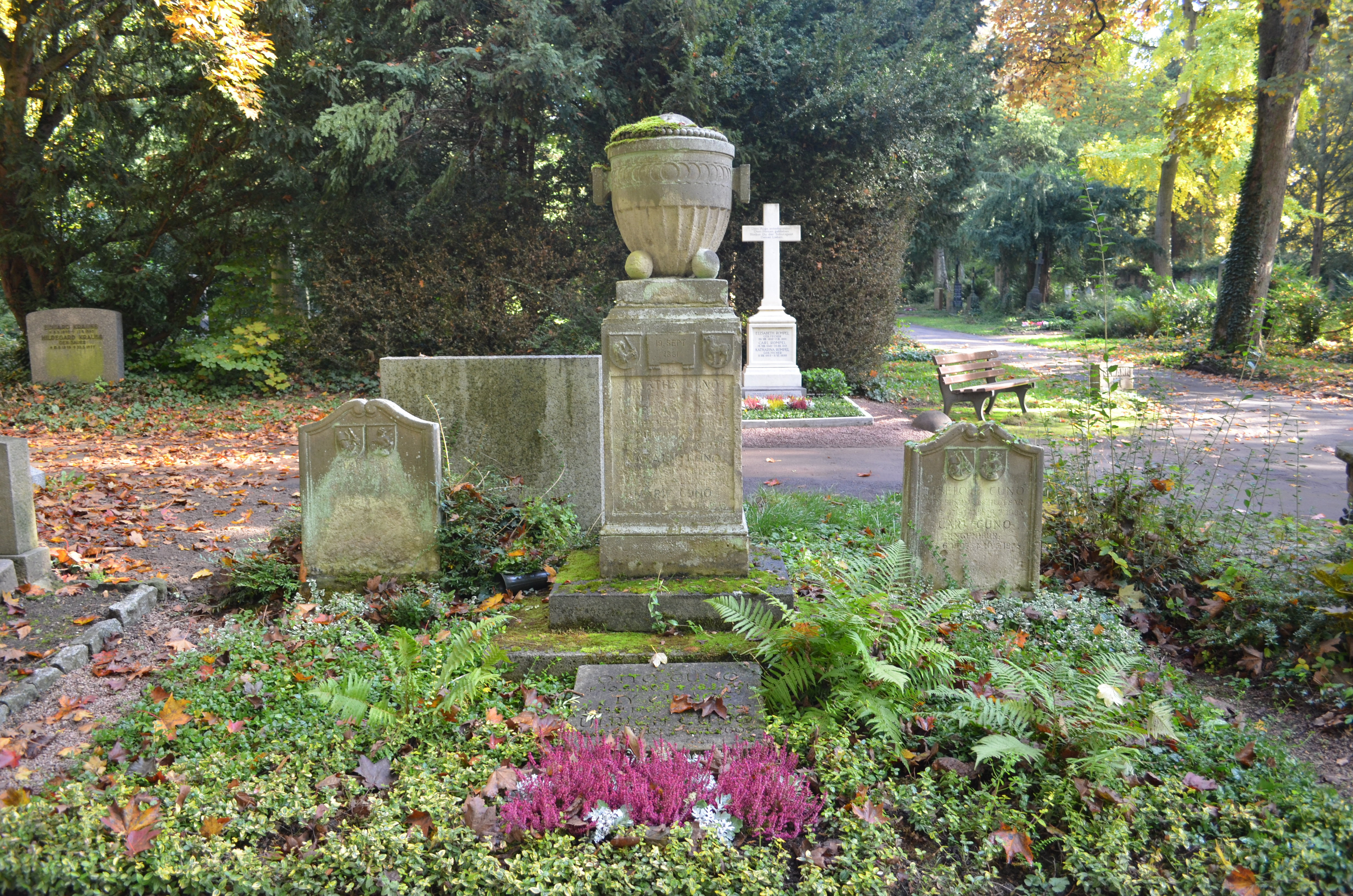
Familiengrabstätte Cuno, Hauptfriedhof Frankfurt

Carl Cuno (* 24. Mai 1823 in Ratibor; † 19. März 1909 in Frankfurt am Main; vollständiger Name: Carl Albert Sigismund Cuno) war ein deutscher Architekt und Baubeamter.

## Leben
Carl Cuno wurde als viertes von neun Kindern des Bergrichters, Justizkommissionrates und 1. Syndikus der Oberschlesischen Fürstentums-Landschaft in Ratibor, Carl Friedrich August (1785–1851) und seiner Frau, Christine Henriette Caroline, geb. Peter (1793–1864), geboren. Von seinen acht Geschwistern überlebten nur zwei das Kindesalter. Obwohl er selbst früh kränklich war, wurde er 85 Jahre alt. Sein Vater litt an der Gicht und suchte Linderung bei wiederholten Kuraufenthalten in verschiedensten Bädern Österreichisch-Schlesiens. Auch bei umfangreichen Dienstreisen durfte ihn Carl begleiten, womit seine lebenslange Freude am Reisen zu erklären ist. Nach Privatunterricht, Besuch der Elementarschule und des Gymnasiums in seiner Heimatstadt studierte er anstatt Jura, wie es seine Eltern gern gesehen hätten, das höhere Baufach. Schon früh hatte er neben musischen Interessen seine Vorliebe für das Zeichnen und Basteln entdeckt.
In Xanten, wo er auf Betreiben des Düsseldorfer Regierungsbaurats Carl Albert Krüger als Kreisbaumeister von Geldern seinen Wohnsitz nahm, um die mehrjährige Renovierung des Doms St. Viktor zu leiten, heiratete er mit 38 Jahren die zwanzig Jahre jüngere Tochter seiner Wirtsleute, Natalie von Ziemietzky (1843–1912), die ihm zwei Jungen und zwei Mädchen gebar. Mit ihnen zog er nach Koblenz und anschließend nach Frankfurt am Main, wo er den heute noch dort lebenden Zweig der Familie Cuno begründete.
Neben seinen vielfältigen Interessen auf naturwissenschaftlichem und musischem Gebiet, als Zeichner und Sammler und als langjähriger Presbyter der reformierten Gemeinde sorgte er als Familienforscher für die Fortsetzung der inzwischen 500-jährigen Cuno-Genealogie. Dabei entdeckte er mit seinen Vettern unter anderem 1892 die Verwandtschaft zu Otto von Bismarck, die dieser bestätigte. Seine Urgroßmutter war eine Schwester von Bismarcks Urgroßmutter, Louise Menken geb. Witte. Nach seinem Tod wurde er im Cuno-Familiengrab auf dem Frankfurter Hauptfriedhof am 22. März 1909 beigesetzt.
Sein jüngster Sohn Hellmuth Cuno wurde ebenfalls Architekt.

## Wirken
Nach der vorgeschalteten Feldmesserausbildung studierte er ab 1848 in Berlin, wo er 1850 das Bauführer-Examen und 1851 das Baumeister-Examen im Landbau ablegte. Nach ersten praktischen Tätigkeiten in Gleiwitz, Tarnowitz und Oppeln leitete er nach einjähriger Unterbrechung, als er nach dem Tod seines Vaters vorübergehend seinen Lebensunterhalt in Berlin mit Zeichnungen verdiente, den Chausseebau von Rosenberg nach Jellowa. 1855 erwarb er in Berlin die Qualifikation als Baumeister für den Landbau. Kurzzeitig übernahm er in Grünberg i. Schl. die Vertretung eines soeben versetzten Kreisbauinspektors, ehe er mit dem Bau der evangelischen Kirche nach einem Entwurf von Friedrich August Stüler in Gleiwitz beauftragt wurde. Schon bei der Grundsteinlegung erreichte ihn 1856 der Ruf zum Kreisbaumeister in Geldern. Da seine Hauptaufgabe in der Außenrenovierung der St.-Viktor-Kirche in Xanten (mit einigen Farbverglasungen) bestehen sollte, nahm er dort seinen Wohnsitz und arbeitete sich – auch durch Reisen zu den verschiedensten gotischen Domen – in die neue Materie ein. Einem Praktikum an dem damals von Ernst Friedrich Zwirner vollendeten Bau des Kölner Doms verdankt die Nachwelt seine Beschreibung. Die 13-jährige Arbeit an der Xantener Stiftskirche St. Viktor wurde von der Fachwelt positiv beurteilt, von der Stadt Xanten später mit der Benennung einer Carl-Cuno-Straße honoriert und vom preußischen König mit der Verleihung des Roten Adlerordens IV. Klasse anerkannt.
Mit Ablegen einer zusätzlichen Prüfung im Wasser-, Wege- und Eisenbahnbau erhielt Cuno 1869 die Befähigung für alle Stellen im Staatsdienst. Gerne hätte er nach Xanten in Naumburg weitergearbeitet, doch war die Stelle vergeben. So kam er von 1869 bis 1875 als Kreisbaurat nach Koblenz, wo er in der Zeit des Deutsch-Französischen Krieges tätig war. 1875 bekam er eine der neu eingerichteten Postbaurat-Stellen bei der Kaiserlichen Reichspost und wechselte somit in den Reichsdienst. Seinen Wohnsitz bekam er in Frankfurt am Main zugewiesen und betreute zunächst die fünf Oberpostdirektionen Kassel, Frankfurt, Darmstadt, Koblenz und Trier. Die letzten beiden wurden 1890 mit der allgemeinen Begrenzung auf zwei bis drei Bezirke pro Stelle abgetrennt. Cuno gestaltete den Aufbau des deutschen Postwesens mit. In seiner Zeit entstanden die Neubauten in Fulda, Kassel, Darmstadt, Worms, Offenbach, Bingen, Trier, Koblenz, Eschwege, Fritzlar, der Umbau in Wiesbaden, mehrere kleinere Postämter und die Entwürfe für Wetzlar, Marburg und Offenbach. Die Fassaden der Postämter von Fulda, Darmstadt und Koblenz entwarf er selbst. Aber auch die Unterhaltung älterer Bauten musste er überwachen (z. B. Mainz, Gießen). Eine abwechslungsreiche Reisetätigkeit erwartete ihn. Sein Schaffensdrang schien unendlich, sodass er mit 70 Jahren – im Range eines (Kaiserlichen) Geheimen Postbaurates – regelrecht in den Ruhestand hineinkomplimentiert werden musste. Die Einweihung des neu gebauten Frankfurter Postamtes am 1. Oktober 1895 wurde als krönender Karriere-Abschluss ausgewählt. Beim Festakt sagte Staatssekretär Heinrich von Stephan: „In Herrn Baurath Cuno haben wir einen klassischen Baumeister und tieffühlenden Künstler, der für die Reichs-Postverwaltung schon viele schöne Bauwerke geliefert und ausgeführt hat“.

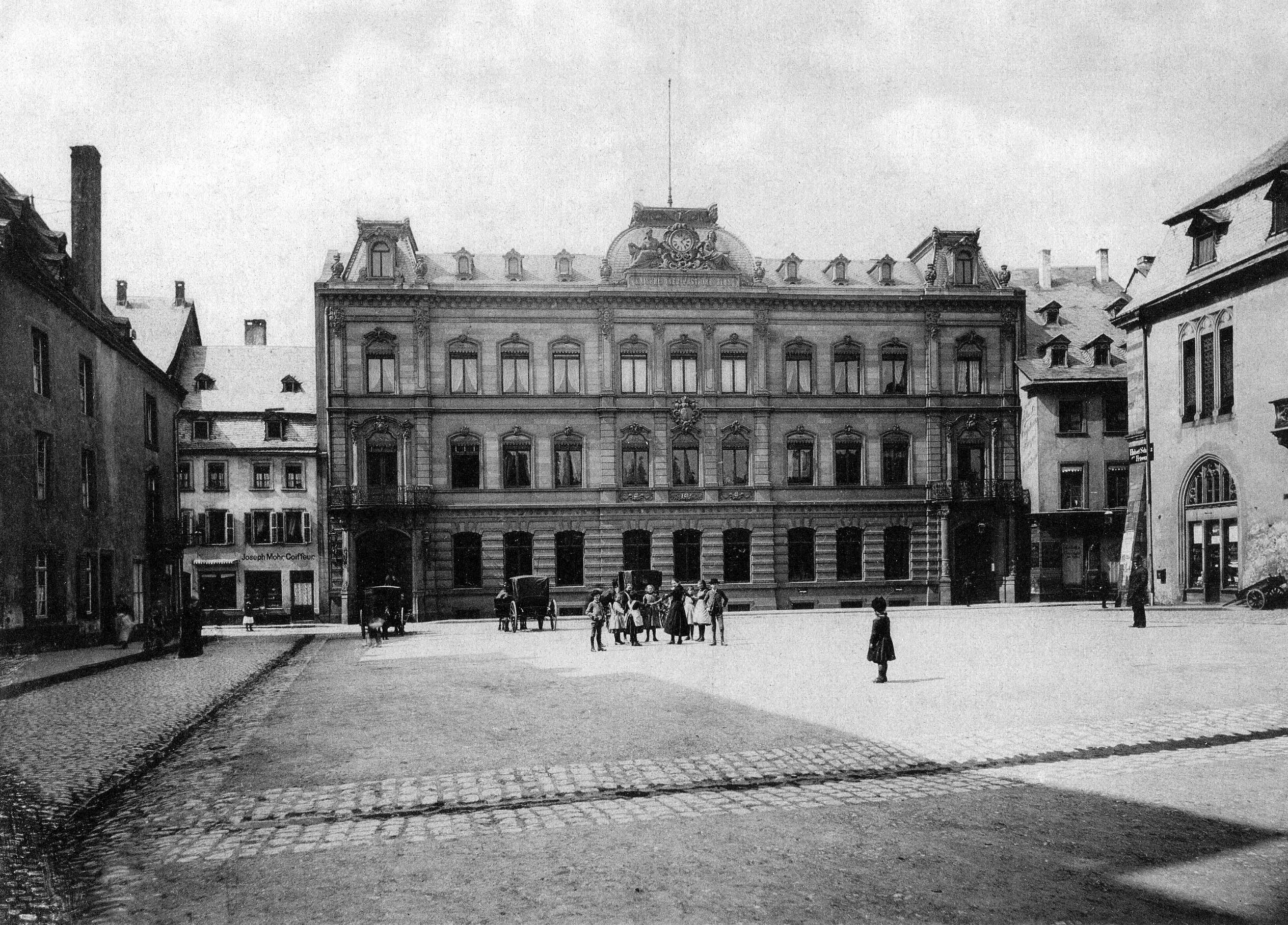
Post- und Telegrafengebäude Trier um 1890
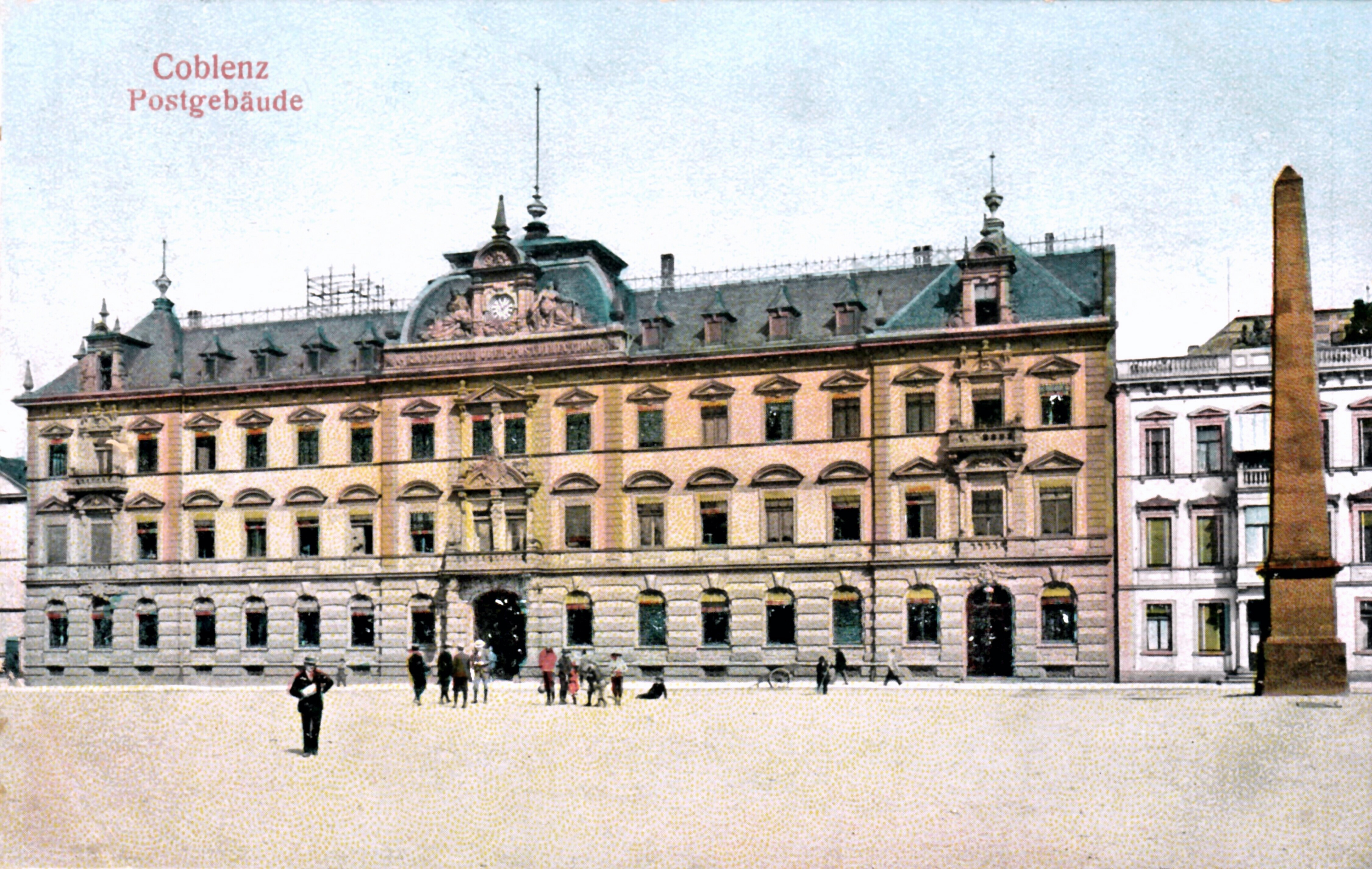
Gebäude der Oberpostdirektion Koblenz um 1900

Für seine Verdienste wurde er ausgezeichnet mit dem Komturkreuz II. Klasse des Großherzoglichen Hessischen Ordens Philipps des Großmütigen (1891), nach dem Roten Adlerorden IV. Klasse (s. o., 1868) mit dem Roten Adlerorden III. Klasse mit Schleife (1895).

## Schriften
- Carl Cuno: Geschichte des Restaurations-Baues der St. Viktor’s Kirche (Dom) in Xanten in den Jahren 1857-68. (bearbeitet von Hans-Dieter Heckes) In: Die Stiftskirche des Hl. Viktor zu Xanten. 12. Band VII Teil 1.
- Carl Cuno: Notizen über den Betrieb, die mechanischen Einrichtungen und die Geschäftsführung beim Dombau in Coeln. (hrsg. von Holger Schmenk)